# 10 COLOR SINGLES
『10 COLOR SINGLES』（テンカラーシングルス）は、日本のロックバンド、HIGH and MIGHTY COLORの初のベスト・アルバム。

## 概要
メジャーデビュー3周年を記念してリリースされるベスト・アルバム。発売された順にタイトル曲（「PRIDE」〜「Dreams」）のみ収録されている。「Dreams」がちょうど10枚目ということでこのようなタイトルになった。初回限定盤には、スリーブケース、豪華ブックレット、Special DVD（各シングル表題曲のミュージック・ビデオが収録）付きという特典が付いてくる。

## 収録曲

### Disc 1 / CD
| 全作詞・作曲: HIGH and MIGHTY COLOR（#11, 作詞: マーキー&ユウスケ）、全編曲: HIGH and MIGHTY COLOR（※特記以外）。 |                                                    |                                                       |                                                       |      |
| # | タイトル                                           | 作詞                                                  | 作曲・編曲                                            | 時間 |
| 1. | 「PRIDE」                                          | HIGH and MIGHTY COLOR（#11, 作詞: マーキー&ユウスケ） | HIGH and MIGHTY COLOR（#11, 作詞: マーキー&ユウスケ） | 4:19 |
| 2. | 「OVER」                                           | HIGH and MIGHTY COLOR（#11, 作詞: マーキー&ユウスケ） | HIGH and MIGHTY COLOR（#11, 作詞: マーキー&ユウスケ） | 4:04 |
| 3. | 「RUN☆RUN☆RUN」                                    | HIGH and MIGHTY COLOR（#11, 作詞: マーキー&ユウスケ） | HIGH and MIGHTY COLOR（#11, 作詞: マーキー&ユウスケ） | 4:22 |
| 4. | 「Days」                                           | HIGH and MIGHTY COLOR（#11, 作詞: マーキー&ユウスケ） | HIGH and MIGHTY COLOR（#11, 作詞: マーキー&ユウスケ） | 4:04 |
| 5. | 「STYLE 〜get glory in this hand〜」               | HIGH and MIGHTY COLOR（#11, 作詞: マーキー&ユウスケ） | HIGH and MIGHTY COLOR（#11, 作詞: マーキー&ユウスケ） | 4:17 |
| 6. | 「一輪の花」                                       | HIGH and MIGHTY COLOR（#11, 作詞: マーキー&ユウスケ） | HIGH and MIGHTY COLOR（#11, 作詞: マーキー&ユウスケ） | 3:42 |
| 7. | 「DIVE into YOURSELF」                             | HIGH and MIGHTY COLOR（#11, 作詞: マーキー&ユウスケ） | HIGH and MIGHTY COLOR（#11, 作詞: マーキー&ユウスケ） | 3:51 |
| 8. | 「遠雷 〜遠くにある明かり〜」                      | HIGH and MIGHTY COLOR（#11, 作詞: マーキー&ユウスケ） | HIGH and MIGHTY COLOR（#11, 作詞: マーキー&ユウスケ） | 4:26 |
| 9. | 「辿り着く場所」                                   | HIGH and MIGHTY COLOR（#11, 作詞: マーキー&ユウスケ） | HIGH and MIGHTY COLOR（#11, 作詞: マーキー&ユウスケ） | 5:14 |
| 10. | 「オキザリス」                                     | HIGH and MIGHTY COLOR（#11, 作詞: マーキー&ユウスケ） | HIGH and MIGHTY COLOR（#11, 作詞: マーキー&ユウスケ） | 4:30 |
| 11. | 「Dreams」(※編曲: 山口寛雄、HIGH and MIGHTY COLOR) | HIGH and MIGHTY COLOR（#11, 作詞: マーキー&ユウスケ） | HIGH and MIGHTY COLOR（#11, 作詞: マーキー&ユウスケ） | 5:27 |
| 12. | 「"一輪の花" Studio Live Ver.」(BONUS TRACK)       | HIGH and MIGHTY COLOR（#11, 作詞: マーキー&ユウスケ） | HIGH and MIGHTY COLOR（#11, 作詞: マーキー&ユウスケ） | 4:21 |
| 合計時間: | 合計時間:                                          | 52:37                                                 |                                                       |      |

### Disc 2 / DVD
| #   | タイトル | 作詞 | 作曲・編曲 |
| --- | --- | ---- | ---------- |
| 1.  | 「PRIDE」 |      |            |
| 2.  | 「OVER」 |      |            |
| 3.  | 「RUN☆RUN☆RUN」 |      |            |
| 4.  | 「Days」 |      |            |
| 5.  | 「STYLE 〜get glory in this hand〜」                                                                                 |      |            |
| 6.  | 「一輪の花」 |      |            |
| 7.  | 「DIVE into YOURSELF」                                                                                               |      |            |
| 8.  | 「遠雷 〜遠くにある明かり〜」                                                                                        |      |            |
| 9.  | 「辿り着く場所」 |      |            |
| 10. | 「オキザリス」 |      |            |
| 11. | 「Dreams」 |      |            |
| 12. | 「マッシュルーム (裏ごし)」(ホームページで公開された「Dreams」のc/w「マッシュルーム」のミュージック・ビデオを収録。) |      |            |

### 楽曲解説
PRIDE
1stシングル。
MBS・TBS系アニメ『機動戦士ガンダムSEED DESTINY』第2期オープニングテーマ。
OVER
2ndシングル。
テレビ朝日系『Matthew's Best Hit TV+』エンディングテーマ。
ユウスケのパートによる一部歌詞が掲載されていない。
RUN☆RUN☆RUN
3rdシングル。
ロッテガム『ピュアホワイトシトラス』CMソング。
Days
4thシングル。
TBS系『ランク王国』オープニングテーマ。
STYLE 〜get glory in this hand〜
5thシングル。
スパイク・PS2専用ゲームソフト『忍道 戒』イメージソング。
一輪の花
6thシングル。
テレビ東京系アニメ『BLEACH』第3期オープニングテーマ。
ソニー・コンピュータエンタテインメント・PS2専用ゲームソフト『BLEACH 〜放たれし野望〜』主題歌。
セガ・ニンテンドーDS専用ゲームソフト『BLEACH DS 蒼天に駆ける運命』主題歌。
DIVE into YOURSELF
7thシングル。シングル・バージョンはアルバム初収録。
カプコン・PS2専用ゲームソフト『戦国BASARA2』オープニングテーマ。
遠雷 〜遠くにある明かり〜
8thシングル。
MBS・TBS系『機動戦士ガンダムSEED DESTINY SPECIAL EDITION III』エンディングテーマ。
辿り着く場所
9thシングル。
映画『あなたを忘れない』主題歌。
TBS系『ランク王国』2・3月度オープニングテーマ。
『music.jp』CMソング。
オキザリス
9thシングル。
映画『あなたを忘れない』挿入歌。
Dreams
10thシングル。アルバム初収録。
MBS・TBS系アニメ『DARKER THAN BLACK -黒の契約者-』 第2期エンディングテーマ。
"一輪の花" Studio Live Ver.
ボーナストラック。
新たにレコーディングされており、一発録りをされた1曲。ライブで演奏されている音源に近い。